# Albízie růžová
Albízie růžová (Albizia julibrissin) je druh rostlin z čeledi bobovité (Fabaceae). Vyznačuje se dvakrát zpeřenými listy a kulovitým květenstvím s nápadnými tyčinkami. Druh je pěstován v teplých krajích jako okrasné rostliny, je původní v mírném a subtropickém pásu Asie. Druh je mrazuvzdorný do −15 °C.

## Synonyma

### Vědecké názvy
Podle biolib.cz je pro druh s označením Albizia julibrissin používáno více rozdílných názvů, například:
- Acacia julibrissin (Durazz.) Willd.
- Acacia nemu Willd.
- Albizia isembergiana Bentham
- Albizia nemu (Willd.) Benth.
- Albizzia julibrissin Durazz.
- Feuilleea julibrissin (Durazz.) Kuntze
- Mimosa julibrissin (Durazz.) Scop.
- Mimosa speciosa Thunb.
- Sericandra julibrissin (Durazz.) Raf.

### České názvy
Některé zdroje pro druh s označením albízie růžová používají jiný název – albície hedvábná  nebo kapinice, perská akácie.

## Zeměpisné rozšíření
Druh je rozšířen v mírném a subtropickém pásmu Asie. Údaje o přesném původním rozšíření se v různých zdrojích rozcházejí. Předpokládaný původní areál sahá od Íránu nebo Turecka přes Kavkaz, Indický subkontinent a část Indočíny po východní Čínu nebo Japonsko. Jako neofyt je rychle se šířícím invazním druhem v Severní Americe.

## Historie
V druhé polovině 18. století byl druh přivezen z Asie do Evropy italským šlechticem Filippo degli Albizzi po němž byl rod rostlin pojmenován.
V Evropě je pěstovaným druhem, v ČR se pěstuje jako mobilní zeleň s přezimováním v oranžerii. Ovšem s ohledem na vývoj klimatu (oteplování v ČR) lze již tento výrazně teplomilný druh považovat za otužilý v běžných zimách a v teplých polohách ČR. Je nabízen prodejci k pěstování ve volné půdě, bývá ale označován jako invazivní.

## Taxonomie
Je pěstováno několik kultivarů a také forma A. julibrissin f. rosea. Některými taxonomy jsou rozlišovány dva poddruhy:
- A. julibrissin var. julibrissin – typická odrůda, je popsáno výše.
- A. julibrissin var. mollis – výhonky jsou hustě chlupaté.

## Popis
A. julibrissin je malý opadavý strom, který roste do výšky 5–16 metrů (16–52 ft), s menší širokou korunou.

### Letorosty
Borka je tmavě zelenavě šedé barvy, starší borka je svisle pruhovaná.

### List
Listy připomínají listy kapradin, jsou složeny z dvojitě zpeřených lístků, 20–45 cm dlouhé a 12 do 25 cm široké, rozdělené do 6–12 párů. Lístky jsou podlouhlé, 1–1,5 cm dlouhé a 2–4 cm široké. Na řapíku a střední ose listu bývají charakteristické žlázky. Palisty bývají drobné a opadavé. Rostliny jsou obvykle bez trnů.

### Květy
Kvete po celé léto v hustých květenstvích. Oboupohlavné drobné pravidelné květy jsou uspořádány v kulovitých hlávkách skládajících úžlabní nebo vrcholové laty. Květy jsou nejčastěji růžové. Kalich je zvonkovitý až nálevkovitý a zakončený 5 zuby. Koruna je drobná, nálevkovitá, v horní části pětilaločnatá. Tyčinek je mnoho, jsou nápadné, bílé, růžové, červené nebo purpurové, dlouze vyčnívající z květů. Nitky tyčinek jsou na bázi srostlé. Semeník je kopinatý až čárkovitý a obsahuje několik vajíček. Čnělka je dlouhá, většinou delší než tyčinky, a je zakončena drobnou bliznou.
Květy jsou atraktivní pro včely, motýly a kolibříky. Plod je plochý hnědý lusk 10–20 cm dlouhý a 2 až 2,5 cm široký, obsahující několik semen.

### Plody
Plody jsou ploché, převislé, často papírovitě tenké, nepukavé nebo pukající po delší době. U některých druhů plody vytrvávají na stromě po mnoho měsíců

## Hospodářský význam
Druh je pěstován jako okrasná dřevina.